# Yettaboom
Yettaboom è un singolo ska estratto dall'album Tuttapposto del gruppo musicale siciliano Roy Paci & Aretuska, pubblicato nel 2003 dalla V2 Records.

## Il video
All'inizio del videoclip, il boss (interpretato da Roy Paci) di una cosca mafiosa fa la sua entrata in scena, scendendo da un'automobile e venendo accolto dai suoi scagnozzi (interpretati dalla famiglia Aretuska). Comincia immediatamente a declamare la sua importanza, quasi la sua onnipotenza. Fa, dunque, dei piccoli comizi, mostra un modellino di un progetto riguardante un lungo ponte (tipico settore dove la mafia è solita riciclare il suo denaro sporco) e gioca col mappamondo, quasiché se ne sentisse il padrone. Ad un certo punto, tuttavia, un gruppo di prigionieri rinchiusi in una sua segreta riesce a fuggire e a raggiungerlo nel suo studio. Il boss, quindi, sapendo di non avere vie di fuga, implora la loro pietà. I prigionieri, sdegnati dalla vigliaccheria e dalla viltà d'animo del criminale, se ne vanno, lasciandolo incolume.

## Temi
Il testo del brano rimanda a tematiche palesemente antimafiose, in linea con l'ideologia dell'artista.